# Pangkal Duri
Pangkal Duri is een bestuurslaag in het regentschap Tanjung Jabung Timur van de provincie Jambi, Indonesië. Pangkal Duri telt 2802 inwoners (volkstelling 2010).